# برنامج التحصين الشامل
برنامج التحصين الشامل هو برنامج التلقيح الذي أطلقته الحكومة الهندية في عام 1985. هذا البرنامج حاليا أحد المجالات الرئيسية في إطار بعثة الصحة الريفية الوطنية (NRHM). تشمل التطعيمات : سل، خناق، سعال ديكي (whooping cough)، كزاز، شلل الأطفال، حصبة، التهاب الكبد ب، إسهال، التهاب الدماغ الياباني، حصبة ألمانية، والأمراض الرئوية (الالتهاب الرئوي والتهاب السحايا) . وأضيفت أمراض التهاب الكبد البائي والمكورات الرئوية إلى البرنامج في عامي 2007 و 2017 على التوالي.
أما الإضافات الأخرى في برنامج تحسين صحة الأطفال (UIP)، فهي لقاح شلل الأطفال (IPV) ولقاح الفيروسة العجلية (RVV) ولقاح الحصبة والحصبة الألمانية (MR). وأُدخلت أربعة لقاحات جديدة في برنامج التحصين الشامل بما في ذلك لقاح شلل الأطفال عن طريق الحقن، ولقاحا للبالغين ضد التهاب الدماغ الياباني و المكورات الرئوية.
تساعد اللقاحات ضد الفيروسة العجلية والحصبة الألمانية وشلل الأطفال (بالحقن) على خفض وفيات الأطفال بمقدار الثلثين، إلى جانب الوفاء بالأهداف العالمية للقضاء على شلل الأطفال. كما سيتم إدخال لقاح للبالغين ضد التهاب الدماغ الياباني في المناطق ذات المستويات العالية من المرض. وقد قُدمت توصيات لإدخال هذه اللقاحات الجديدة بعد العديد من الدراسات العلمية والمداولات الشاملة من قبل المجموعة الاستشارية الوطنية في الهند (NTAGI)، وهي الهيئة الاستشارية العلمية العليا في البلاد في مجال التحصين.
كانت اللقاحات قضية مثيرة للجدل في دوائر الصحة العامة، حيث يحث بعض الأطباء على توخي الحذر في اختيار اللقاحات المقدمة مع توسيع برنامج التحصين من منظور السلامة والمنظور الاقتصادي. وبهذه اللقاحات الجديدة، سيوفر برنامج الرعاية الصحية المتكاملة في الهند الآن لقاحات مجانية ضد 13 من الأمراض التي تهدد الحياة، إلى 27 مليون طفل سنويا. ووصفت المذكرة بأنها واحدة من أهم السياسات الصحية في السنوات الثلاثين الماضية، وأشارت إلى أن القرار الأخير جنبا إلى جنب مع اللقاح خماسي التكافؤ الذي تم إدخاله مؤخرا، سيساعد على خفض معدلات الوفاة في الأطفال والبالغين.
«إن إدخال أربعة لقاحات جديدة منقذة للحياة، سوف تلعب دورا رئيسيا في الحد من وفيات الأطفال والرضع في البلاد. العديد من هذه اللقاحات متوفرة بالفعل في المستشفيات الخاصة. وستعمل الحكومة الآن على ضمان وصول فوائد التطعيم إلى جميع قطاعات المجتمع، بغض النظر عن الوضع الاجتماعي والاقتصادي».
ومنذ شباط / فبراير 2017، قامت وزارة الصحة ورعاية الأسرة التابعة للاتحاد بإطلاق لقاح الحصبة والحصبة الألمانية من البرنامج.